# Henry Winkler
Henry Franklin Winkler (Manhattan, Nueva York, 30 de octubre de 1945) es un actor estadounidense ganador del Globo de Oro.
Winkler es mayormente conocido por su papel del mecánico Fonzie en la comedia Días felices (Happy Days). El personaje, que comenzó con una participación secundaria, logró convertirse en el principal y favorito de la audiencia.

## Primeros años
Nacido en Manhattan, en la ciudad de Nueva York, su padre, Harry Irving Winkler, era ejecutivo de una empresa maderera. Ambos padres de Winkler, de religión judía, habían emigrado de Alemania a Estados Unidos en 1939, antes del inicio de la Segunda Guerra Mundial. Winkler estudió en el McBurney School y recibió su título de Licenciado en Artes en el Emerson College en 1967 y posteriormente un Master en Bellas Artes de la Yale School of Drama en 1970. En 1978, el Emerson College le otorgó un doctorado honorífico en Letras.

## Carrera
En 1973 se iniciaron las grabaciones de la serie televisiva Días felices (Happy Days), que se estrenó con éxito en 1974, permaneciendo al aire por una década (1974–1984). El papel de Fonzie le dio notoriedad y fama al actor, que pudo protagonizar en ese período varios filmes, entre los que se destacan The Lords of Flatbush, de 1974, interpretando a un veterano de Vietnam en Heroes (1977), The One and Only (1978), y a un dependiente en una morgue en Night Shift (1982), dirigida por uno de sus  coestelares de Días felices, Ron Howard. 
Al finalizar Días felices, Winkler se dedicó al cine, participando en películas de Wes Craven (Scream, 1996), y varias comedias, como The Waterboy, junto a Adam Sandler. Con este actor también apareció en las producciones Click y Little Nicky. Además, produjo series como MacGyver, asociado con David Lee Zlotoff y John Rich.
Regresó a la televisión como el inepto abogado de la familia Bluth en la serie Arrested Development y en la serie Out of Practice, que duró una temporada. Ha prestado su voz en series animadas como Family Guy, Los Simpson, King of the Hill y BoJack Horseman, y ha aparecido en varias series como actor invitado, como en The Practice.
El 2018 ganó el premio Primetime Emmy al mejor actor de reparto en la categoría de serie de comedia por su papel de Gene Cousineau en la serie televisiva Barry, de HBO.

## Filmografía

### Cine, televisión y teatro
- Crazy Joe (1974)
- The Lords of Flatbush (1974)
- Días felices (Happy Days) (serie de TV, 1974–1984)
- Katherine, también conocida como The Radical (1975)
- Henry Winkler conoce a William Shakespeare (especial de TV, 1976)
- Heroes (1977)
- The One and Only (1978)
- An American Christmas Carol (película para televisión, 1979)
- Night Shift (1982)
- Cop and a Half (director, 1993)
- Scream (1996)
- Detention: The Siege at Johnson High (1997)
- Dad's Week Off (1997)
- The Waterboy (1998)
- Ugly Naked People (1999)
- Elevator Seeking (1999)
- P.U.N.K.S. (1999)
- Dill Scallion (1999)
- Little Nicky (2000)
- Down to You (2000)
- I Shaved My Legs for This (2001)
- Law and Order SVU (2002)
- Holes (2003)
- Arrested Development (serie de TV, 2003–2006)
- Fronterz (2004)
- King of the Hill (2004)
- Berkeley (2005)
- The Kid & I (2005)
- Out of Practice (serie de TV, 2005–2006)
- Duck Dodgers (2006)
- The King of Central Park (2006)
- Unbeatable Harold (2006)
- Click (2006)
- I Could Never Be Your Woman (2007)
- A Plumm Summer (2007)
- NUMB3RS  (2008-2009)
- You Don't Mess with the Zohan (2008)
- Merry Christmas, Drake & Josh (2008)
- La mejor época del año   (2008)
- Sit Down, Shut Up (serie de TV, 2009)
- Peter Pan (Liverpool Empire Theatre, producción teatral, 2009)
- Royal Pains (TV, 2010)
- Childrens Hospital (TV, 2010)
- Kick Buttowski: Suburban Daredevil (TV, 2010)
- Here Comes the Boom (2012)
- Donald Trump's The Art of the Deal: The Movie (2016)
- Sandy Wexler (2017)
- Barry (serie de TV, 2018-2023)
- The French Dispatch (2020)

## Premios

### Premios Emmy
| Año  | Categoría                                            | Trabajo nominado | Resultado |
| ---- | ---------------------------------------------------- | ---------------- | --------- |
| 2018 | Mejor actor de reparto en serie de comedia o musical | Barry            | Ganador   |